# Chelidonisis aurantiaca
Chelidonisis aurantiaca är en korallart som beskrevs av Studer 1890. Chelidonisis aurantiaca ingår i släktet Chelidonisis och familjen Isididae. Inga underarter finns listade i Catalogue of Life.